# Webster, Wisconsin
Webster är en ort i Burnett County i delstaten Wisconsin, USA.